# Seven Years of Night
Pour plus de détails, voir Fiche technique et Distribution.
Seven Years of Night (hangeul : 7년의 밤 ; RR : 7 Nyeoneui bam, littéralement « Sept ans de nuit ») est un thriller dramatique sud-coréen écrit et réalisé par Choo Chang-min, sorti en 2018. Il s’agit de l’adaptation roman coréen « 7년의 밤 » de Jeong Yoo-jeong (2011).

## Synopsis
Alors qu’il rejoint son équipe de gestion des barrages à Seryeong, un village où se trouve le barrage, un homme ivre conduisant en pleine nuit sa voiture heurte une jeune fille. Ne savant pas quoi faire, il la jette dans le fond du lac. Depuis lors, la culpabilité le ronge. Son fils étant au courant souffre.
Sept ans plus tard, le père de la fille assassinée se venge de ce meurtrier et de son fils…

## Fiche technique
- Titre original : 7년의 밤
- Titre international : Seven Years of Night
- Réalisation : Choo Chang-min
- Scénario : Choo Chang-min, d’après le roman coréen « 7년의 밤 » de Jeong Yoo-jeong[1] (2011)
- Production : Ahn Eun-mi et Yoon Kyeong-hwan
- Société de production : CJ E&M Corp
- Société de distribution : CJ Entertainment
- Pays d’origine :  Corée du Sud
- Langue originale : coréen
- Format : couleur
- Genre : thriller dramatique
- Durée : 123 minutes
- Date de sortie :
  - Corée du Sud : 28 mars 2018 (sortie nationale, avant-première mondiale)

## Distribution
- Ryoo Seung-ryong : Choi Hyeon-soo
- Jang Dong-gun : Oh Yeong-je
- Song Sae-byeok : Ahn Seung-hwan
- Go Kyung-pyo : Choi Seo-won
- Moon Jeong-hee : Kang Eun-joon, la femme de Choi Hyeon-soo
- Seong Byeong-sook : la mère de Ha-yeong
- Jeon Bae-soo
- Tang Joon-sang : Seo-won
- Jeong Seok-yong
- Jung Joon-won
- Seo Hyun-woo

## Production
Tournage
Choo Chang-min et l’équipe du tournage débutent, le 19 novembre 2015, les prises de vues et terminent le 25 mai 2016 à Goyang dans la province de Gyeonggi.